# Pedro Navaja
Pedro Navaja est une chanson de salsa, paroles et musique de Rubén Blades, parue en 1978 sur l'album Siembra qui s'est vendu à plus d'un million d'exemplaires[réf. nécessaire].
La chanson décrit le mode de vie et la fin tragique d'un petit criminel, en s'inspirant de La Complainte de Mackie qui ouvre L'Opéra de quat'sous de Kurt Weil et Bertolt Brecht, devenu un standard du jazz sous le titre Mack the Knife (Ella Fitzgerald, Frank Sinatra, Louis Armstrong...), adaptée en portugais au Brésil (Opera do Malandro de Chico Buarque, etc.).
Elle marque le début d'un nouveau style de salsa véhiculant un message social et devient un classique chez les latinos des États-Unis, ainsi que dans le reste de l'Amérique latine.
En 1984, la Fania avait vendu les droits de Pedro Navaja à des producteurs de cinéma mexicains sans demander l'avis de Rubén Blades. Pour qu'on n'oublie pas qu'il était le créateur de ce personnage, il le fait revivre dans une suite intitulée Sorpresas (Pedro Navaja II) sur l'album Escenas (1985).
Une version live de Pedro Navaja figure sur l'album Rubén Blades y Son del Solar... Live! (enregistrée au Madison Square Garden en 1990). Lors de l'intro, Rubén Blades raconte que sa maison de disques Fania ne pensait pas que le morceau marcherait car il était trop long (plus de sept minutes).
Une autre version live enregistrée figure sur l'album Encuentro (concert donné en 2002 au Banco Popular de Porto Rico, avec Juan Luis Guerra et Robi Draco Rosa), et une autre encore sur son CD et son DVD Live in Cali (2006). En 2014, Ruben Blades enregistre une version tango sur son album Tangos, arrangée par Carlos Franzetti, et il l'interprète en live lors du spectacle Una noche con Rubén Blades avec le Jazz at Lincoln Center Orchestra et Wynton Marsalis.

## Le récit
La chanson narre un récit. Le narrateur parle à la première personne (« Je l’ai vu passer… », « Croyez-moi ou non… », « Comme disait ma grand-mère… »), comme s'il s'adressait directement à l'auditeur, et parle au passé.
Voici ce qu'il raconte (raconté ici au présent) :

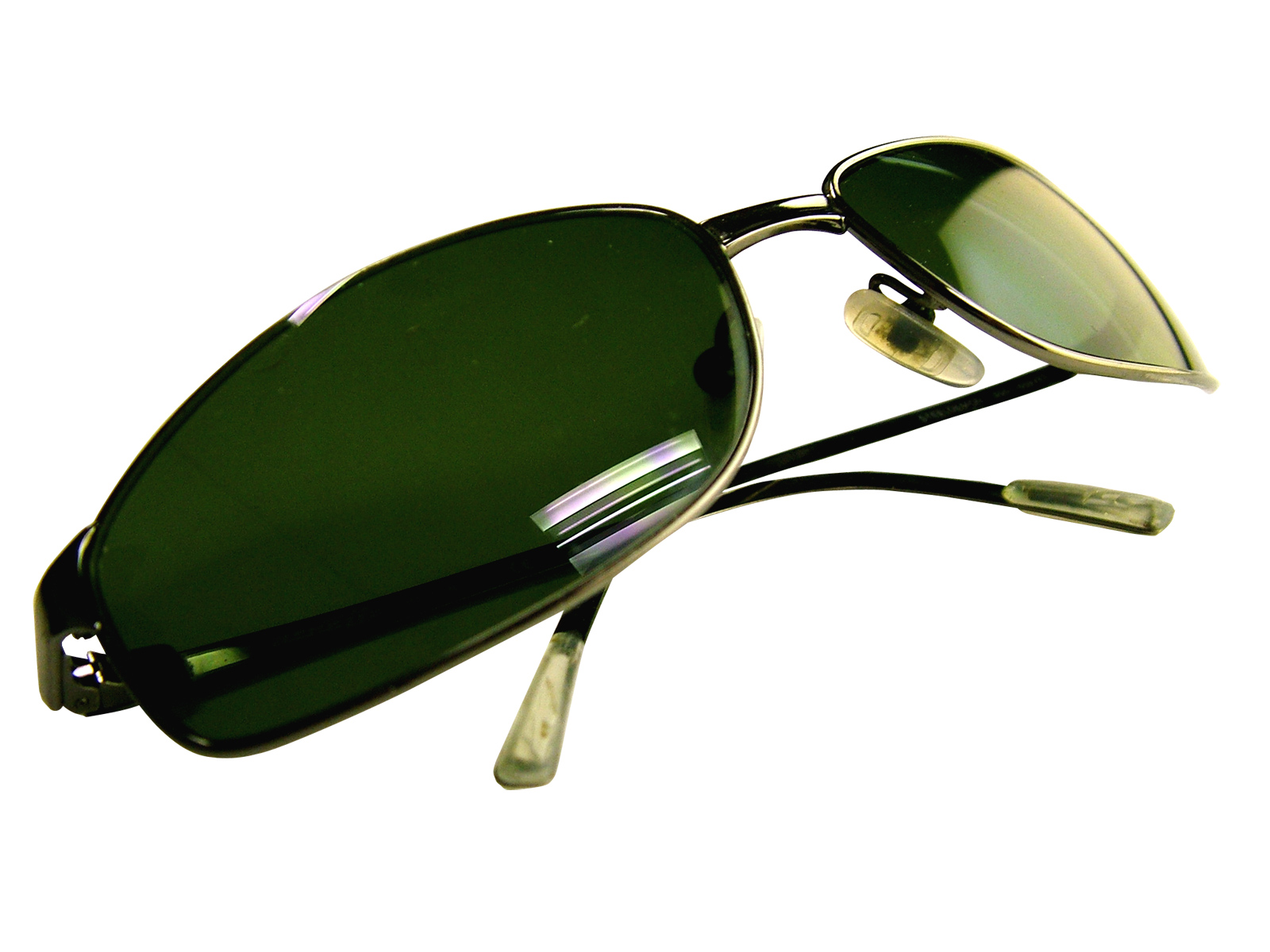
Lunettes noires.

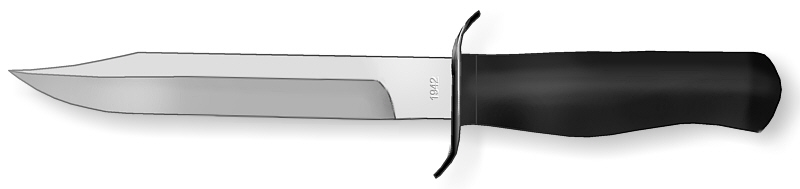
Poignard.

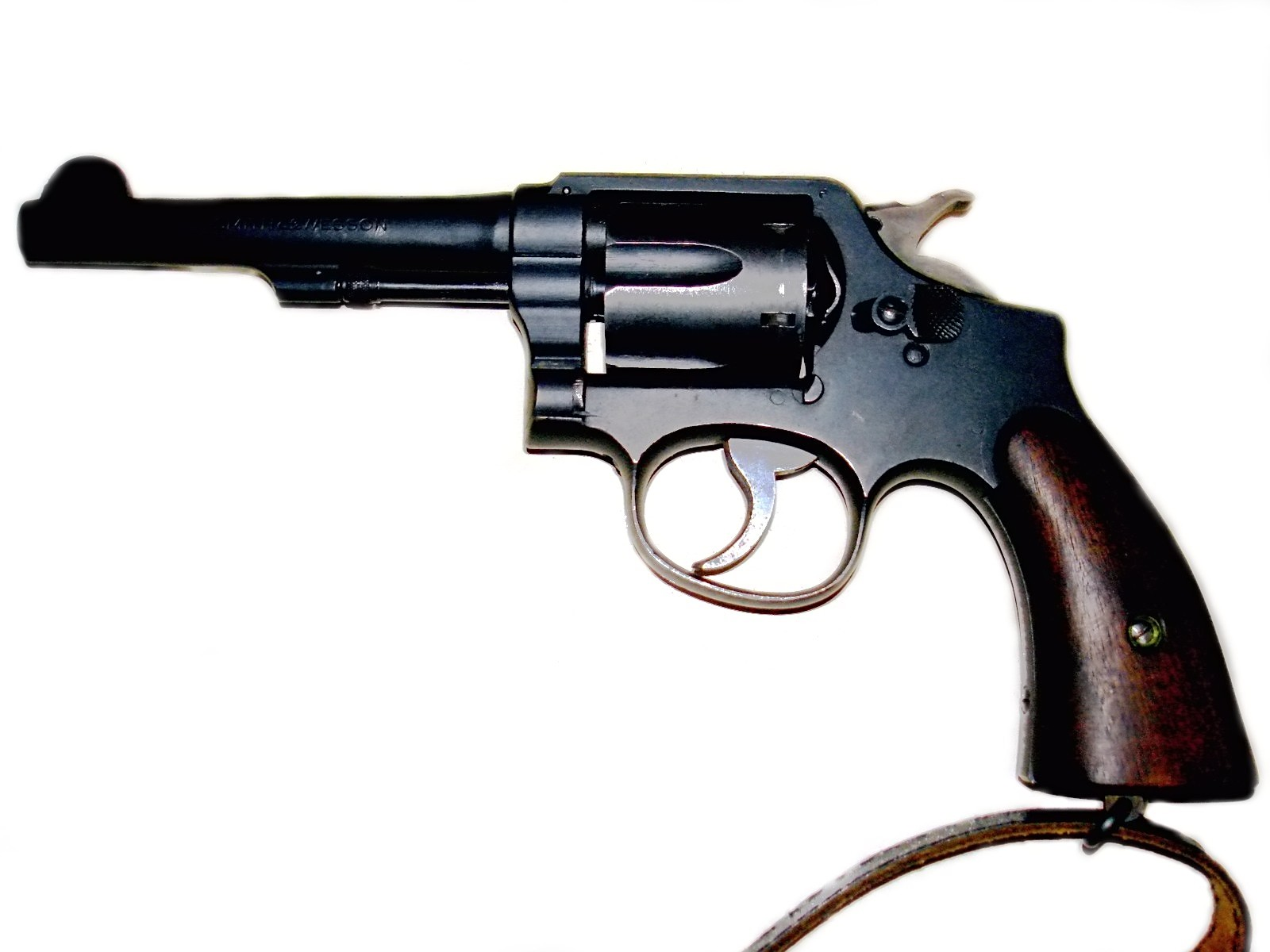
Smith & Wesson, calibre 38, série spéciale.

Je l’ai vu passer les mains dans les poches de son manteau (pour masquer celle qui porte son poignard), un chapeau à large bords et des chaussures légères (afin de se volatiliser en cas de pépin), des lunettes noires (pour cacher son regard) et une dent en or (qui brille lorsqu’il sourit).
À trois blocs de là une femme attend d'hypothétiques clients sur le trottoir d'en face (une prostituée donc, mais la chanson ne le dit pas).
Une voiture passe très lentement sur l’avenue ; même sans inscription, nul n'ignore que c’est la police.
Pedro Navaja ne voyant personne traverse discrètement.
La femme sort de son manteau un revolver Smith & Wesson, calibre 38, série spéciale avec l'intention de le ranger dans son sac.
Pedro Navaja lui tombe dessus et la poignarde quand soudain résonne un coup de feu. Ils tombent morts tous les deux. Personne n'a réagi inquiété du bruit.
Un ivrogne trébuche sur les deux corps, ramasse le révolver, le poignard et de l'argent et repart en chantant (faux) ce refrain : « La vie réserve bien des surprises ! »
Dans la suite de la chanson, les chœurs chantent « I like to be in America… » référence à West Side Story où à un moment les chœurs chantent : « I like to live in America… »
Rubén Blades lâche une série de petites phrases et des proverbes :
- Pedro Navaja, tueur des rues : « Qui tue par l’épée, périt par l’épée. »
- Comme disait ma grand-mère : « Rira bien qui rira le dernier. »
- « Mauvais pêcheur, qui a jeté à l’eau un mauvais hameçon, au lieu d’une sardine tu as accroché un requin. »
- Huit millions d'histoires à New York.
- Quand le destin commande, même le plus brave ne peut rien changer : « Si tu es fait pour le marteau, du ciel te tomberont les clous. »
- Dans les quartiers de caïds, attention sur le trottoir. « Attention camarade car celui qui ne court pas, vole. »
- Comme dans un roman de Kafka l’ivrogne a tourné dans l’impasse.

À la fin de la chanson, on entend une phrase qui semble provenir d'un flash-info (ce qui ajoute du réalisme à la chanson), parfois oubliée dans la transcription des paroles :

« Dans la ville de New-York deux personnes ont été trouvées mortes. Ce matin, les corps sans vie de Pedro Barrios et Josefina Wilson ont été trouvés dans une des rues adjacentes à …, entre les avenues A et B. La cause de la mort n'est pas encore connue… »

On entend difficilement la fin de la phrase dans la version originale car le volume baisse progressivement, mais dans une version live Rubén Blades la prononce en entier.

### La suite
La chanson Sorpresas (Pedro Navaja II) poursuit l'histoire :
L'ivrogne s'arrête de chanter; un voleur surgit d'une allée, pointe sur lui un Magnum et il lui dit : - "Donne moi tout ou je tire" -
L'ivrogne, tremblant, lui livre ce qu'il vient de trouver et le voleur étonné lui demande où il a trouvé cela.
Informé par l'ivrogne, à trois blocs au nord le voleur trouve les corps d'une femme et d'un homme en manteau, allongés sur la chaussée en position fœtale.
Il secoue la femme du pied, pour voir si elle réagit ; il se penche et la fouille, sans rien trouver.
Il se penche alors vers l'homme en manteau, et reconnait Pedro Navaja grâce à sa dent en or.
Soudain un poignard le transperce et il meurt en voyant un miracle se produire : la bouche de Pedro Navaja s'ouvre et sa dent brille de nouveau.
Pedro Navaja prend sa carte d'identité et la met dans la poche arrière du pantalon du voleur pour embrouiller les recherches.
Blessé par balle, il prend son autre poignard (il en a toujours deux sur lui).
Josefina était un type déguisé en femme, sachant qui il devait assassiner.
Pedro se soigne avec de l'eau-de-vie et extrait la balle rien qu'avec les dents.
"Mesdames et messieurs, flash-info : Dernières nouvelles, ceci est incroyable !
On a déterminé par une analyse dactylographique que le corps de la personne que l'on croyait être celui de Pedro Barrios, mieux connu comme “Pedro Navaja” est en réalité celui de d'un autre délinquant identifié comme Alberto Aguacate alias “El Salao” ;
D'autre part, Josefina Wilson s'est révélée être un homme, qui pour des raisons encore non déterminées s'habillait avec des vêtements de femme.
Nous continuerons à vous informer, s'il vous plait, restez branchés sur notre station."

## Le titre
Le patronyme Navaja fait référence :
- à Mackie Messer : Messer (allemand) et navaja (espagnol) signifient « couteau ») ;
- au nom de l'auteur-interprète, blades signifiant « lames » en anglais (mais est-ce volontaire ?)

## Composition
La composition musicale se caractérise par
- l'introduction progressive de nouveaux instruments et l'augmentation du volume à la manière de ce qui a rendu le boléro de Ravel populaire ;
- le changement de tonalité tous les deux couplets tout en gardant la mélodie.

## Musiciens
- Willie Colón · Trombone solo
- Leopoldo Pineda, José Rodriguez, Angel Papo Vasquez, Sam Burtís · Trombone
- José Torres "Professor" · Piano Fender Rhodes
- Salvador Cuevas · Basse
- Eddie Rivera · Basse
- José Mangual Jr. (es) · Bongos - Maracas
- Eddie Montalvo · Congas
- Jimmy Delgado · Timbales
- Adalberto Santiago · Maracas
- Willie Colón, Rubén Blades, José Mangual Jr., Adalberto Santiago · Chœurs